# Nome (Telemark)
Nome és un municipi situat al comtat de Telemark, Noruega. Té 6.534 habitants (2016) i la seva superfície és de 429,68 km². El centre administratiu del municipi és el poble d'Ulefoss.